# 老三届
老三届，指中華人民共和國1966年、1967年、1968年三年共三届高中和初中毕业生。在一般情况下，也包含69届的初中毕业生。
1966年到1968年，中国正陷于“文化大革命”的混乱之中，大学停止招生。在1968年至1969年的上山下乡高潮中，这三届本应已毕业的而实际上并没有完整结束学业的高中、初中生，作为“知识青年”的主体“上山下乡”，被安排下乡，或集体到农林牧场，或分散插队落户农村。当时，他们的年龄大多在15至21岁之间。1977年恢复高考时，他们已经超过正常的高考年龄，但鉴于其被“文革”耽误，所以直至1979年仍被允许参加高考，被称为“老三届毕业生”。作为对应，所有1977年至1979年考入大学的学生，则被称为“新三级”或“新三届”大学生。
中共当局發动上山下乡时，上海的中学毕业生根据政策有“四个面向”（面向农村、边疆、工矿、基层），即：并非所有人都被派往农场，而是参考每个人的不同情况分派到工矿、基层、边疆等。66、67年的毕业生存在四个面向的情况。作为个体的毕业生的去向在当时主要由班主任等教师决定，也会参考多子女家庭的意见。而68、69届的初中毕业生和68届的高中毕业生（66年文革开始，所以不存在一般意义上的69届高中毕业生），全部下到农村，称为“一片红”。因为69届是一片红全部下到农村，所以在说到老三届时，一般也把69届包含在内。70届开始，又实行了四个面向，不再一片红。70届毕业生的去向，则会更多参考家中兄弟姐妹的情况，比如，若家中已有人下到农村，则其70届的弟妹去到工矿的可能性增大。